# Кошельово
Кошельово (угор. Keselymező;  до 6 квітня 1995 року — Кошелево)  — село в Україні, Закарпатська область, Хустський район, Хустська об'єднана територіальна громада. Розташоване на правому березі річки Ріка та біля річки Мала Осава у підніжжя гори Ільмова (719 м), за 780 км від Києва.  
Межує із селами Іза, Залом та Липча.  
Населення становить 3101 осіб (станом на 2001 рік.) 
Протяжність кордонів села Кошельово з півночі на південь 2 км 399 м. Із заходу на схід 2 км 819 м. 
Входить до складу Кошелівського старостинського округу. 
До 17 липня 2020 року Кошелівській сільраді було підпорядковане село Залом,  до прийняття постанови ВРУ №807-IX "Про утворення та ліквідацію районів". А також, до прийняття цього закону, назва старого району була Хустський.
Тепер територія села Залом входить до складу Заломського старостинського округу і має свого власного старосту.

## Географія

### Відстань до міст України
- Київ - 780 км.
- Львів - 241 км.
- Ужгород - 114 км.
- Мукачево - 74 км.
- Хуст - 9,3 км.

### Найближчий аеропорт
- 121 км - Міжнародний аеропорт Ужгород (IATA: UDJ, ICAO: UKLU).
- 242 км - Міжнародний аеропорт Львів імені Дани́ла Га́лицького (IATA: LWO, ICAO: UKLL).
- 206 км - Міжнародний аеропорт Івано-Франківськ (IATA: IFO, ICAO: UKLI).

### Вулиці та будинки
Вулиці з поштовим індексом 90413 є 18, в яких нараховується 793 будинки (станом на 2023 рік).
1. Борканюка вул.
2. Вакарова вул.
3. Воз'єднання вул.
4. Вчительська вул.
5. Миру вул. (Гагаріна).
6. Зелена вул.
7. Ільмова вул. (Терешкової).
8. Незалежності вул. (Кірова).
9. Кокіна вул.
10. Лісна вул. (Колгоспна).
11. Лесі Українки вул.
12. Покровська вул. (Мічуріна).
13. Молодіжна вул.
14. Нова вул.
15. Затишна вул. (Пушкіна).
16. Садова вул.
17. Франка вул.
18. Шевченка вул.

### Транспорт
Громадський транспорт села Кошельово представлений маршрутним автобусом, який курсує по маршруту Хуст - Іза- Кошельово - Залом.
Модель маршрутного автобусу: ПАЗ-4234.
Рейс: 434Г ХУСТ - КОШЕЛЬОВО (Khust - Koshel'ovo).
Перевізник: ПП "ХУСТ-СПЕЦАВТОТРАНС".
Керівник: Сабов Сергій Йосипович.

### Інтернет
Інтернет мережа в селі Кошельово побудована із використанням сучасних рішень за технологією Fiber to the Node (FTTN) Fast Ethernet - технологія доступу дозволяє подавати абоненту широкосмуговий доступ до мережі Інтернет на швидкості до 100 Mбіт/с.
Частково побудована, та за певний час вся мережа повинна оновитися на оптичну мережу з використанням GPON/GEPON технологій, що дозволить розширити швидкості доступу для абонента та убезпечити абонента від недоліків активного інтернет-обладнання, яке вразливе до пропадання електроенергії чи від погодних катаклізмів у вигляді гроз.

### Топоніми
Село багате на різні топоніми і мікротопоніми. Жителі с. Кошельово відносяться до локальної групи марамороські долиняни, підгрупи горінчівські, куди крім Кошельова входять Горінчово, Іза, Липча, Лип. Поляна, Рокосово. 

### Розташування
Кошельово розташоване у підніжжі гірського хребта Тупий, має декілька великих і малих гір. Найбільша з них – Ільмова 719 метрів. Чертежик – від слів «чертеж, межа». Погарь – гористе підвищення, що колись потерпіло від вогню у 1950-1960 рр. Трохи далі знаходиться оспіваний поетом І.А. Калиничем – Калиничів камінь, що належав його предку.
Кошельово, до 17 липня 2020 року (до прийняття постанови ВРУ №807-IX "Про утворення та ліквідацію районів"), мало велику територію, поділялося на декілька присілків: Залом – гориста місцевість з безліччю ярів, зсувів та заломлень ґрунту, Руня – порівняно рівна територія села, Камінець – місцевість усіяна брилами та камінням, Копина – територія, де колись копали глину для будівництва, Гора – назва походить від апелятиву «гора», Озірний – неподалік від цієї місцини розташоване озеро вулканічного походження.
Тепер території села Залом та деяких інших присілків входять до складу Заломського старостинського округу і мають свого власного старосту.
Між горами знаходиться чимало місцевостей з цікавими назвами: Вапи – болотиста місцевість, проходячи через неї під ногами утворюється звук «вап-вап». Літовища – велика галявина, куди у давнину селяни виганяли худобу на літні період. Клин – поле, що сходить на клин. Велике і Мале Бердо – від старослов’янського «берда, берди» – скеляста, гориста місцевість. Жолоб – заглиблена місцевість у вигляді пологої ями. Жеребля – місцевість, де у давнину випасалися і жеребилися коні. Липовчана – розлога місцевість, що належала липчанським немешам. Плоска – велика, плоска рівнина. Жаливляний – гора, що заросла кропивою, жаливою. Верьх – територія розташована на вершині гірського пасма. Ологи – рівна, уложиста частина села.

### Адреса с. Кошельово англійською мовою
village Koshel'ovo (Koshelovo, Koshelevo), Khusts'kyi district (Khust raion), Zakarpattia oblast (Zakarpats'ka Oblast), Ukraine, ZIP code 90413 

### Річки
Через територію села протікає декілька річок і багато потоків та дрібних потічків, які отримали від жителів особливі назви. Найбільша річка називається Ріка, що походить від апелятиву «ріка». Друга за величиною – Осава, названа так тому, бо на її берегах росте осика. Кобилець – невелика річка, що протікає через центральну частину села, за легендою тут колись у давнину вступилася кобила липчанського немеша. Млиновиця – так у дорадянський період називалася річка канал, відведений з Осави в центральну частину села для роботи водяних млинів, за допомогою цієї інженерної споруди працювало 8 млинів. Циганський потік – бере свій початок у с. Липовець, у 50 рр. ХХ ст. на його березі проживала родина циган, які наймалися до односельців на різні роботи по господарству і будівництву. Моканів – від того, що в його водах мочили коноплі, з яких виробляли полотно. Студений – від холодної, студеної води.

### Географічні назви
Багато географічних назв походять від власних імен селян. Наприклад: Попова яма – ділянка, якою володів греко-католицький священик, Микитова, Марковціїв, Гавлянцеве, Мигалькове, Федорків, Вустишина, Андрусево, Палкова яма, Марянів берег, Баранів берег, Козичків берег, Микулків берег, Біленьгокого берег.
На роздоріжжі селяни ставили дерев’яні хрести, місцини, що знаходяться біля них, називаються на честь того, хто збудував хрест: Кузьмів хрест, Рогачів хрест. Багато сільських прізвиськ походять від місцевості, де проживає той чи інший селянин, або його заняття. Серед них: Мучичка – мав водяний млин, Бікаш – тримав бика, Дяк – дякував у церкві, Монах – хтось із предків був у монастирі, Моканівський – жив на березі потічка Моканів; Луговий, Лазовий, Бердовий, Польовий.

### Гори
Ільмова 719 м
Над селом Кошельово височить гора Ільмова висотою 719 метрів. Назва "Ільмова" походить від імені Ілля або Ілько, який у давнину мав там земельну ділянку. На честь гори названо вулицю Ільмова в селі Кошельово (під час декомунізації 9 квітня 2015 року. Попередня назва вулиці була Терешкова на честь першої у світі жінки - космонавтки). А також на честь гори названа футбольна команда села Кошельово ГО Футбольний Клуб "ІЛЬМОВА".
Івасю Камінь 557 м
Біля гори Ільмова стоїть гора під назвою Івасю Камінь висотою 557 метрів. За однією із версій у камені знаходиться печера, в якій, за легендою проживав монах-відлюдник, який днями і ночами молився і спокутував свої гріхи. Видима частина гори, яка є масивним каменем, стоїть на висоті 471 метр, із неї часто роблять фото. Івасю Камінь розташований біля частини села під назвою Камінець.
Походження назви "Івасю Камінь" невідоме.

### Висота над рівнем моря
Найнижча висота над рівнем моря в селі Кошельово 178 метрів по вулиці Шевченка біля знака "Кошелево" на самому початку села від сторони села Іза.
Найвища висота над рівнем моря в селі Кошельово 367 метрів по вулиці Садова біля самого підніжжя гори Ільмова.
Середня висота над рівнем моря у рівній частині села Кошельово становить 189 метрів.
Середня висота над рівнем моря по всій жилій частині села Кошельово становить 272,5 метрів.
Джерело даних: Google Планета Земля Pro.

## Населення

### Мова
Розподіл населення за рідною мовою за даними перепису 2001 року:
| Мова            | Кількість | Відсоток |
| --------------- | --------- | -------- |
| українська      | 3081      | 99.36%   |
| російська       | 17        | 0.55%    |
| білоруська      | 1         | 0.03%    |
| угорська        | 1         | 0.03%    |
| інші/не вказали | 1         | 0.03%    |
| Усього          | 3101      | 100%     |

## Історія
Загальні факти з історії с.Кошельово
Село Кошельово на самому початку свого існування, а це ще з 1450 р. (перша письмова згадка села), входило до складу Угорського королівства під назвою Keselymezö (Кешеймезу) у повіті Марамарош. А потім стало частиною Австро-Угорщини 21 грудня 1867 року. Це тривало аж до 1918 р. до самого розпаду Австро-Угорської імперії.
До цього призвів кінець Першої світової війни. Кошельово було включено до складу новоствореної Чехословацької республіки під назвою Košeľovo у складі Підкарпатської Русі. Це було оформлено Сен-Жерменським мирним договором 1919 року.
Трохи згодом, починаючи з 8 жовтня 1938 року, стає частиною Карпатської України, яка 15 березня 1939 р. проголосила повну державну самостійність на чолі з президентом Августином Волошином.
Але проіснувала молода держава зовсім не довго, лише до кінця травня 1939 року.
А іще в березні 1939 р., село Кошельово знову опинилося у складі Угорщини (Угорська окупація Карпатської України) і було так аж до осені 1944 року уже до нової окупації Карпатської України уже тепер Червоною Армією.
Після закінчення Другої світової війни починаючи з 29 червня 1945 Чехословаччина погодилась передати Радянському Союзу територію Карпатської України (Договір між СРСР і Чехословацькою Республікою). Від 22 січня 1946 р. була утворена Закарпатська область у складі Української Радянської Соціалістичної Республіки (УРСР) і село Кошельово у її складі, під назвою Кошелево. Так було аж до 1991 року, до того моменту, коли відбувся розпад Радянського Союзу.
А з 1991 року Кошелево стає частиною уже незалежної України. І трохи згодом, а точніше з 6 квітня 1995 р. перейменовується на сучасну назву Кошельово.
Джерела та література:
- Історія Нариси історії Закарпаття. Том І (з найдавніших часів до 1918 року). – Ужгород: Госпрозрахунковий редакційно-видавничий відділ Закарпатського обласного управління по пресі, 1993.

### Перша згадка про Кошельово
Перша згадка про Кошельово в історичних документах згадується в XV столітті в 1450 році. У народній пам’яті збереглося кілька легенд про походження назви села. Один із народних переказів розповідає про першого жителя цієї місцевості – Кошеля. Інша легенда говорить про те, що село отримало свою назву від слова кошик. Адже кошикарство давно поширене в Кошельові та сусідній Ізі.
За нашими дослідженнями, жодна з цих легенд не має під собою реальну основу. Згідно з виявленими документами, свою назву «Кошельово» село отримало від прізвища його власника – римо-католицького вікарія Іоанна Зеле де Кешеля (Johannes Zele de Kesel). Історики минуло одностайні у визначенні першої писемної згадки Кошельова. Зокрема угорські дослідники Габор Вараді (Gabor Varady), Янош Мігалі (Mihályi János), Вільмош Бийлаї (Bélay Vilmos) називають дату 1450 р.

### Колишня назва
В документах дорадянського періоду назва села писалася по-різному.
- Keselwmezw (1450 р.)
- Keselewmezew (1457 р.)
- Kesewlyomezew (1555 р.)
- Keseslives (1657 р.)
- Keselyümezeo (1707 р.)
- Keselmezeö (1715 р.)
- Kesely-Mezö (Koselyovo) (1816 р.)
- Keselymezö(1829 р.)
- Кошельово (1861 р.)
- Košelovo (1924 р.)
- Кошелево (до 6 квітня 1995 року)
- Кошельово (від 6 квітня 1995 року)

### Кошельово в інших Вікіпедіях та мовах
- Kaselі (Kashely); Kashel Mezen - їдишською мовою.
- Kasheli німецькою мовою.
- Kesellymezö (Вікіпедія Hungare) угорською мовою.
- Koŝeljovo (Вікіпедія EO) есперанто мова.
- Koșelovo (Вікіпедія Rumane) румунською мовою.
- Košeľovo словацькою мовою.

### День села
24 жовтня - день села Кошельово.
24 жовтня 1944 року, підрозділи 841 стрілкового полку 237 стрілкової дивізії, під командуванням полковника Круглякова А.Д., визволили село Кошельово від фашистської окупації.

### Кошельово в XV ст.
Чеський історик Іоанн Душанек (Jan Duánek), у книзі «Хуст в Марамороші», відносить цю подію до 1447-1449 рр. «Дружина Іоанна Гуняді – Беатриця – дарувала села Кошельово, Липчу і Горінчево Іоанну та Георгію Білкеєвим (із села Білок)». Однак наведена інформація викликає певні зауваження. Справа в тому, що Беатриса не була дружиною Яноша (Іоанна) Гуняді, а його сина Матяша. Матяш Гуняді (Корвін) був королем Угорщини у 1458-1490 рр. Його другою дружиною була Беатриса Арагонська, яка отримала у подарунок від чоловіка Хустський замок у 1476 р. Таким чином, Кошельово могло було бути подаровано Білкеєвим лише після 1476 р.
Як уже вказувалося, у XV ст., у південних районах Закарпаття ряд володінь одержав великий магнат Янош Гуняді. Усього в його маєтку було 28 замків, 57 міст і містечок, близько тисячі осель, розкиданих по всій Угорщині. Магнат високо цінив володіння, розташовані в Закарпатті, часто проводив тут дозвілля. Тут йому належали 32 села та два містечка, в тому числі й Кошельово.
У 1450 р. Янош Гуняді передав село у власність хустській римокатолицькій церкві. За часів правління короля Ласло VI село перейшло у володіння липчанських Кенезів (1457), однак у 1462 р. знову повернулося під владу Яноша Гуняді. У 1462 р. власником згадується вікарій Іоанн Зеле де Кешель (Zele de Kesel).
Із зростанням землеволодіння посилювалася влада не лише великих феодалів, але й їх васалів – дворянства, яке несло адміністративну і військову службу. Протягом XIV-XV ст. дворянство – немеші – сформувалося як окремий стан феодального суспільства. Одному немешу належало 10-15 осель. На Закарпатті було чимало дворян, які мали три-п'ять сіл. Дворянські грамоти часто одержували шолтеси, кенезі.
Карл Роберт перевів у стан дворян значну частину йобагіонів замків – залежних від замків людей. Це призвело до збільшення кількості дворян в Закарпатті. Законом 1351 р. усі дворяни проголошувалися рівноправними і створювалися їх місцеві органи – комітатські збори, на яких вирішували ряд питань життя комітату: суд, управління адміністративними справами, збір податків тощо. У грамоті дворянам комітату Унг 1433 р. король Сигізмунд  підтвердив право дворян збирати податки з селян, а великих феодалів зобов'язав брати участь в комітатських зборах. Це значно піднесло роль дворянства у житті комітатів.
Феодальні роди як угорського, так і русинського та молдавського походження, хоч і ворогували на ґрунті захоплення маєтків, але консолідувалися в боротьбі за владу над селянами. Набирала далі ваги служила знать – дворянство (немеші), ряди якого і  поповнилися за рахунок шолтесів. Найбільш численним прошарок дворянства був у Мараморощині, зокрема в селах Липча, Іза, Драгово, Бедевля, Вільхівці, Кричево, Чумалево, Угля, Колодне, Вонігово, Довге, Золотарево.
Глибокі соціальні зміни сталися на селі. Якщо в XII — першій половині XIII ст. на селах існували різні соціальні групи, що знаходилися в різних формах залежності, то протягом XIV - на початку XVI ст. поглибився процес зближення груп і формування єдиного класу феодально залежного селянства – йобагіонів (йобадів). До середини XIII ст. йобагіон означало «кращий», «ліпший» – порівняно вільну сільську людину, а в XIV-XV ст. йобагіони перетворилися в залежних, стали синонімом «підданий», «кріпак». Спочатку вони ще користувалися правом переходу, але дедалі феодали домагалися повного прикріплення їх до маєтку.
Угорська королева Єлизавета проголосила, що йобаді мають право піти від феодала лише в разі його згоди і сплати відповідної суми. Закон передбачав покарання тих феодалів, які приймали селян, що не мали дозволу хазяїна. Закріпачення селян у другій половині XIV-XV ст. дуже посилилось. Лише незначна частина йобагіонів виривалася на повну волю і ставала дрібними немешами.
У 1483 р. Кошельовом володів Альберт Магнус (Albertus Magnus). З документів нам відомо, що він був жителем міста Хуст. У 1389 р. у Бороняві фіксується Павло Магнус, що, очевидно, був предком Альберта.

### Кошельово в XVI ст.
У 1523 р. власниками села стали Матяш Фодор (Matthias Fodor) та Георгій Вереш (Georgius Weres). Перший із них був румуном, це підтверджує широке поширення того часу прізвища «Фодор» у румунських селах Мараморощини. У 1542 р. п’ять кріпаків у Кошельові мав немеш Георгій. У 1550 р. 6 кріпаків належало вихідцям із Хуста Андрашу та Матвію. У наступні роки архівні документи згадують імена та прізвища власників: Пилип Чонка, Іоанна Матей (1572 р.).
У 1560 р. шляхта скаржилася на коменданта Хустського замку Христофора Годьмаші з приводу того, що він, на прохання жителів п’яти коронних міст, вигнав з дубових лісів сіл Липча, Горінчово, Березово, Кошельово 600 свиней. Крім того він конфіскував на користь Хустського замку податок за випас свиней із сусідніх жуп. У цій справі Іоанн Жигмонд прийняв наступне рішення: у зв’язку з тим, що шляхта, незважаючи на всі неточності, довела, що податок за випасання свиней із сусідніх жуп на жолудях в мараморошських лісах її привілей, який, згідно з представленими жало ванними грамотами, належить лише шляхті, щоб у майбутньому ніхто не смів порушувати це правило.
На початку XVI ст. в житті Закарпаття сталися істотні зміни, які визначили напрямки економічного, соціального і політичного розвитку на тривалий період. У 1526 р. під Могачем у битві з турками зазнала поразки об'єднана угорсько-чеська армія. Це відкрило шлях туркам углиб Угорщини, вселило в них впевненість переможних походів на інші країни Європи. У 1541 р. турки закріпилися в Буді, оволоділи великими просторами Центральної Угорщини. Країна розпалася на три частини. Східні землі відійшли до Семиграддя, на базі якого було створено Трансільванське князівство на чолі з магнатом Я. Запольяї (1526-1540 рр.), а західні землі були приєднані до Австрії, де при владі знаходився Фердінанд II Габсбург. Частими гостями на Закарпатті були турки. У 1566 р. війська султана Сулеймана І Пишного дісталися Північно-Східної Угорщини і все знищили на своєму шляху. Дуже потерпіли тоді південні райони Березького та Угочанського комітатів. Турецькі війська не раз з'являлися під стінами Королевського та Хустського замків, здійснювали рейди в міста і села Мараморощини. Не лише турки, але й війська Габсбургів і князів Трансільванії, які часто воювали на захоплених угорських, зокрема закарпатських землях, не мали жалю ні до населення, ні до міст і сіл. Угорський історик І. Ачаді, спираючись на численні джерела, пише, що війська вели боротьбу не тільки проти своїх противників, але й з мирним населенням. Солдати, часто найманці, грабували селян і міщан, спалювали села і міста, руйнували фортеці, забираючи людей у рабство. Проривались в Закарпаття і шляхетські війська Польщі, особливо коли у 1576 р. князь Трансільванії С. Баторі став королем Польщі. Під час нападів поляки також спалювали міста і села, грабували і вбивали мирних жителів, знищували посіви. Від походу поляків у 1557 р. найбільше постраждали міста Мукачево, Берегово, Хуст, Вишково. Грабіжницькі походи розоряли народне господарство, внаслідок них загинуло багато населення.

### Друга половина XVI-XVII ст.
Друга половина XVI-XVII ст. позначилась дальшим зростанням великого феодального землеволодіння і переходом його від натурального господарювання до товарного виробництва. За два століття більш як удвічі зросла кількість населення. Якщо в кінці XV ст. у Закарпатті проживало близько 120 тисяч чоловік, то в кінці XVII ст. – близько 300 тисяч. В умовах розвитку товарно-грошових відносин значно погіршилося становище йобадів. Магнати і немеші не тільки захоплювали їх землі, але й збільшували як відробітки, так і данину натурою і грошима. Після поразки повстання 1514 р. селяни втратили право переходу, їх поступово повністю закріпачували, а повинності зростали. Як засвідчують урбаріальні описи, де визначалася категорія землі, групи селян і види їх повинностей, йобади у другій половині XVII ст. відбували панщину три-чотири дні на тиждень, а в окремих феодалів – і п’ять-шість днів. Важка панщина погіршувалася сваволею феодалів, які часто вимагали стільки працювати, скільки було потрібно. В період сезонних робіт – посівів, збирання хліба, перевезення врожаю – селяни працювали на феодала щодня. Скаржитись було нікому, оскільки феодал був і хазяїном, і суддею. Наприкінці XVI ст. майже 90 процентів селян були кріпосними, і ними розпоряджалися тільки феодали. Нерідкими були випадки, коли феодал обмінював кріпаків або навіть продавав. Збільшувались і натуральні повинності. Десятину з усіх видів сільськогосподарської продукції, великої і дрібної худоби брав феодал, а дев'яту частину – церква. Зростали і такі обов'язкові для селян повинності, як ремонт шляхів, мостів, фортець, будівництво палаців для знаті тощо.
Терпіли селяни і від податкового гніту, фіскальних поборів. Податок протягом XVI-XVII ст. зріс у 2,5 – 3 рази і становив 900-1100 флоренів. Частина селянства переводилася феодалами на грошову ренту. Це дещо активізувало їх господарську діяльність, але постійне зростання виплат призводило до погіршення становища селян. Важкі повинності, як і податки та побори, розорювали селянство. Селянин змушений був відбувати близько десяти видів феодальних повинностей і поборів і сплачувати близько п'яти видів податків. Особливо збільшувалися повинності в маєтках орендарів, які нехтували урбаріями і вимагали працювати стільки, скільки їм заманеться. В умовах розвитку товарно-грошових відносин на селі з'явилася нова категорія селян – желяри, які не мали ні наділу, ні тяглової худоби. Як свідчать підрахунки, по Ужгородському і Марамороському комітатах в кінці XVII ст. желяри становили близько 75-80 % жителів осель. Це був найбідніший прошарок сільського населення, яке найбільше терпіло від феодально-кріпосницького гніту. За клаптик землі, на якому стояла бідненька хата, желяр змушений був працювати 51 день на панських ланах.

### Перепис населення в XVI – XVII ст.
Наприкінці XVI – в XVII ст. в Кошельові земельні ділянки мали Іоанн Земанич-Лукач (1580 р.), Павло Богачі, Павло Гуде, Георгій Нірі – нові немеші (1600 р.), Іоанн Шепітка, Петро Ласло, Томаш Молнар, Мартін Нестор, Томаш Шепітка, Ілля Симон (1605 р.), Олександр Галас, Андрій Кузьма, Олексій Лукач (1673 р.). У наступні роки згадуються Юрій Іоанн, Лазар Коста, Урбан Пап, Якоб Петер, Андрій Шандор, Данило Шепітка (1676 р.), Симеон Кузьма, Степан Лукач, Якоб Мартон (1680 р.). Відомо, що у 1600 р. кошелівські селяни платили за один земельний наділ 13 пенязів, кобел вівса, віз сіна, три вози дров. Оскільки централізований перепис населення в Австрійській імперії не проводився, будь-які реальні розрахунки і планування майбутніх податків виявилися неможливими. Тому в 1715 р. імператор Карл III розпорядився провести перепис населення монархії. Щоб уникнути фальсифікації, переписувачі призначалися з інших комітатів. Переписувачі знайомили сільську чи міську громади з інструкцією, разом із представниками місцевої влади приймали присягу від опитуваних. У спеціальних журналах фіксували реальний господарський стан кожного селянського двору, зокрема, горожан, кріпаків, желярів. Враховувалась рілля, викорчувані землі, луки, виноградники, а також прибутки від користування млинами, шинками, різними майстернями. Інструкція передбачала уніфіковану величину земельних наділів. Для визначення ріллі і викорчуваних земель за основу брався коблик (або кебел), що дорівнював одному угорському гольду. Перепис у комітатах тривав біля двох місяців. Усі матеріали через органи місцевого самоврядування відправляли до управління королівського намісника у місто Пожонь. Через п'ять років (1720 р.) перепис повторили. Як і в попередньому випадку, знову не обліковувались дворяни і священнослужителі, а також челядь не дворянського походження, яка мешкала при дворі магнатів і користувалася різними привілеями. Оскільки облік вівся подвірно, до списків майбутніх платників податків не потрапили бездомні желярі. За переписом 1715 р. в селі проживали наступні особи: Балаж Данило, Березович Ладислав, Білий Пилип, Борщ Григорій, Борщ Ладислав, Борщ Олексій, Гриць Георгій, Гриць Дмитро, Гричко Якоб, Доля Буша, Дранко Петро, Карпинець Андрій, Козичко Микола, Кузьма Андрій, Кушницький Пилип, Лазур Карпа (Гаспар), Максим Іван, Марковцій Георгій, Марковцій Ігнатій, Марян Сімеон, Матій Георгій, Меланич Георгій, Микита Микола, Митровка Іоанн, Мотовильний Матфей, Нішка Козич, Поп Ладислав, Прокоп Максим, Рогач Данило, Розпопа Ладислав, Розпопа Якоб, Роман Ладислав, Рошко Степан, Рустя Лукач, Сарай Андрій, Симчук-Шепітка Дмитро, Станко Іван, Талпош Іоанн, Тацюн Гриць, Тацюн Дмитро, Тимко Іоанн, Тодавчич Михайло, Фанта Іоанн, Філіп Дмитро, Філіп Ладислав, Філіп Роман, Шепітка Іоанн, Шепітка Микола, Шепітка Франциск, Юрко Ладислав, Якубець Михайло. 

### Перепис населення в XVIII ст.
У 1720 р. в селі мешкало 38 кріпаків, які мали 130 кобликів землі, 4 кріпаки були безземельні, 14 мали по 3 і більше кобликів. У 1720 р. згадуються наступні жителі: Білас Микола, Борщ Михайло, Білий Пилип, Василю Юрій, Гайду Іван, Галанич Іоанн, Галас Ладислав, Григорик Франциск, Гриць Георгій, Гричко Якоб, Гурка Петро, Дарнич Гриць, Іван Дмитро, Карпинець Сімеон, Карпинець Франциск, Кузьма Ладислав, Кунч Михайло, Курта Ладислав, Логойда Іоанн, Микита Векла, Микулка Якоб, Митровка Іоанн, Митровка Пилип, Мігелі Петро, Олекса Юрко, Пап Петро, Рогач Данило, Сарай Іоанн, Станко Олексій, Стритульник Микола, Ткач Григорій, Чопей Сімеон, Шепітка Франциск, Шкарампота Матфій, Шкарампота Михайло, Штефанюк Данило, Юрко Іван, Якубець Михайло. 
Не можна точно сказати, чи це нові переселенці, що з’явилися в селі, чи нащадки кошелівчан. Якщо зіставити списки селян, то можна побачити 20 нових прізвищ, котрі не згадуються в переписі 1715 р. У 1768 р. в селі нараховувалось 70 дворів. Селяни сплачували хустській домінії наступні податки: 30 возів дров, 251 літрів масла, 100 курей, 300 яєць. Незабаром виявилося, що і на цей раз переписи у багатьох випадках не відповідали дійсності.  
Основним заняттям населення було хліборобство. Вони сіяли жито, пшеницю, ячмінь, просо. Тримали в господарствах худобу, птицю. Населення села потерпало в цей період від важких феодальних повинностей.
На початку XVIII ст. в селі Кошельові мешкало 45 кріпаків. З року в рік село розросталось. Уже в 1768 році в селі нараховувалось 70 дворів. Панщина на цей час була майже нічим не обмежена. Селяни-кріпаки один тиждень працювали вдома, а другий – на панщині. Крім панщини кріпаки виконували багато інших повинностей: платили різні грошові податки, вносили данини.
Владі на місцях не вдавалося рівномірно розподіляти грошові надходження до казни. Через цілий ряд об'єктивних і суб'єктивних причин росли недоїмки. З метою їх ліквідації міністерство фінансів Австрії у 1770 р. видало і розповсюдило серед фіскальних органів спеціальні таблиці розподілу податків. Річний податок від 1 до 60 форинтів поділявся на 12 (за кількістю місяців у році) нерівних частин. Визначену кількість грошей збирав староста села і один раз на місяць здавав їх комітатському касиру. Суми зимових місяців, коли селянин після збору врожаю вважався платоспроможним, коливалися у бік двох-трьох разового збільшення. При такій системі виключалися недоїмки, адже оподаткування відбувалося на підставі чітко визначеної кількості платників та їх можливостей. Державним оподаткуванням за часів Марії Терезії підлягали 79 різних послуг та об'єктів: рілля, пасовиська, будинки різних класів, реманент, кріпак, його дружина, діти тощо. Нарахування відбувалося багатоступенево. Контрольні цифри Пожонському королівському намісництву доводилися із Відня. Намісництво розподіляло величину майбутніх податків між комітатами, комітати - між округами, округи - між селами.
Окружні касири при нарахуванні податків кожному селу користувалися спеціальними таблицями, так званими «генеральними податковими ключами». В інструкції до таблиці усі види податків у крейцерах були зашифровані цифрами від 2 до 100 (по горизонталі). По вертикалі визначалася кількість людей, землі, будинків тощо, що підлягали оподаткуванню (від 1 до 100000). Наприклад, поголовний податок відповідав колонці з цифрою 3, будинок 1 категорії - 20 тощо. Цілі цифри у таблиці означали крейцери, дроби – гроші.
У 1786 р. під час голоду померло більше третини села.

### Хустська реформаторська церква у XIX ст.
У XIX ст. кращі землі Кошельова та його околиці стали власністю Хустської реформаторської церкви. За переписом 1895 р. їй належало 18 471 кадастарльних гольдів угідь, лісів, пасовиськ. Крім того, 72 голови великої рогатої худоби, 8 коней, 18 свиней, 20 овець, 8 возів, молотарка.
До XIX ст. населення села було зовсім неписьменним. Початкова школа була організована церквою у XIX ст. і навчання велося на угорській мові.
Початок XX ст. жителі села Кошельова зустріли з кращими намірами на життя, продовжувалась боротьба за покращення свого існування. Однією з них був перехід населення села з уніатської до православної церкви.
Цінні матеріали про історію села знаходимо в шематизмах грекокатолицької церкви XIX ст. 

### Кількість жителів в XVIII - XIX ст.
- У 1816 р. в Кошельові проживало 1077 осіб.
- У 1829 р. в Кошельові проживало 1164 осіб.
- У 1856 р. в Кошельові проживало 1378 осіб.
- У 1880 р. в Кошельові проживало 1567 осіб.

Таким чином спостерігається загальний ріст населення села. В австро-угорському переписі 1880 р. вказано, що загальна кількість жителів с.Кошельово складала 1567 осіб.
Слід зазначити, що з початку XIX ст. у село почали переселятися євреї. У 1880 р. в селі проживало вже 243 особи єврейського віросповідання.

### УРСР
За час існування Української Радянської Соціалістичної Республіки (УРСР) у Кошельові була  розміщена комплексна бригада колгоспу ім. Мічуріна (центральна садиба - в с. Іза), за якою закріплені 1360 га сільськогосподарських угідь, в тому числі 300 га орної землі 240 га саду, 380 га сінокосів, 440 га пасовищ. Вона займається вирощуванням молодої великої рогатої худоби, вівчарством, садівництвом. Діють колгозні тарні, лозоплетіння та кондитерські цехи. За високі показники у праці 5 колгозників нагороджені орденами та медалями СРСР, серед них орденами Леніна та Жовтневої Революції – бригадир комплексної бригади М.В. Гаврилюк.
У березні – квітні 1919 р. у селі існувала Радянська влада. У 1923 р. почала діяти організація КПЧ, яку очолив С. В. Івась. У березні 1939 року село було окуповано Угорщиною, яка встановила кривавий режим. За найменші провини карали звірячими розправами знищували українську культуру. В роки Другої світової війни десятки мешканців села брали участь в боротьбі проти гітлерівців. У роки фашистської окупації комуністи вели підпільну боротьбу. За революційну діяльність 1939 р. фашисти розстріляли секретаря організації КПЧ С.В. Іваняса. 
24 жовтня 1944 року, підрозділи 841 стрілкового полку 237 стрілкової дивізії, під командуванням полковника Круглякова А.Д., визволили село Кошельово. Після визволення Кошельова від окупантів 75 жителів добровільно вступили до лав Червоної Армії та в 1-й Чехословацький армійський корпус. 23 з них нагороджені орденами та медалями СРСР, 19 віддали життя у боях за свободу та незалежність Батьківщини. У Кошельові встановлено пам'ятник радянським воїнам, які загинули під час звільнення села від фашистів.
В 1945 році в селі було відкрито клуб, семирічну школу, налагоджено роботу магазину.
В селі є восьмирічна школа, Будинок культури, бібліотека. Якщо до возз’єднання з Радянською Україною в селі було тільки 3 чоловіки з середньою освітою, то нині 380 чол. мають середню освіту, а 12 чол. мають вищу.
Джерела та Посилання:
- Історія міст і сіл Української РСР.
- ukrssr.com

## Футбольний клуб
ГО Футбольний клуб Ільмова. Названий на честь гори Ільмова в селі Кошельово.
Повна назва: Громадська Організація Футбольний Клуб Ільмова.
Дата реєстрації: 23.12.2010.
Керівники та засновники:
- Рогач Іван Васильович - голова правління.
- Курта Мирон Андрійович.
- Ізай Василь Михайлович.

## Футбольне поле
У селі Кошельово є футбольне поле. На якому грають в основному у вихідні дні.
Дата відкриття 24 жовтня 2010 року. На свято день села Кошельово.
Футбольне поле зробили за рахунок самих місцевих жителів та любителів футболу. Основну роботу робили своїми силами.
У день відкриття футбольного поля приїздив Спікер Верховної Ради Володимир Литвин. Виступив із промовою і вітаннями до жителів та гостей села Кошельово.
У цей день відбувався товариський футбольний матч та проводилися змагання із армрестлінгу. Було багато гостей із навколишніх сіл та міст.

## Цвинтарі
В селі Кошельово є 4 цвинтарі. Один із них єврейський цвинтар. Два старі цвинтарі, які уже не мають місця для поховання. А один цвинтар, виконує роль основного, місцеві жителі називають його між собою "Новий цвинтар", знаходиться близько біля межі між селами Кошельово та Липча. Дати створення цвинтарів або їх закриття не відомі.

## Єврейське кладовище
Відповідно до ESJF European Jewish Cemeteries Initiative (Європейської ініціативи єврейських кладовищ), точний період заснування кладовища невідомий, але згідно з датами на збережених надгробках можна припустити, що воно виникло на початку ХІХ століття. Спочатку кладовище з'являється на кадастровій карті 1865 року. Також найдавніша відома єврейська громада датується середині ХІХ століття. За даними перепису 1926 року чисельність єврейського населення становила 90 осіб.
Дата найстарішого надгробка 1801 рік. Дата найновішого надгробка: 1976 рік.
На єврейську громаду вплинуло переведення Закарпаття до Чехії 1918 року та депортація євреїв до табору смерті 1944 року. Жодне інше місто чи село не використовувало цей непозначений цвинтар. Ізольована приміська сільськогосподарська рівнина не має жодних знаків чи позначок. Доступ до неї відкритий для всіх, якщо звернути безпосередньо з дороги загального користування. Більше 100 надгробних каменів, більшість з яких знаходяться на початковому місці та датуються ХІХ століттям. Місцезнаходження будь-яких видалених надгробків невідоме. На цвинтарі немає спеціальних ділянок. На цвинтарі є лише звичайні надгробки. На цвинтарі немає відомих масових поховань. 
Ділянка, яка використовується лише для єврейського кладовища, належить муніципалітету. Сусідні маєтки є сільськогосподарськими та житловими. Межі цвинтаря не змінилися з 1939 року.
Місцеві жителі рідко відвідують цвинтар. Під час Другої світової війни кладовище було пошкоджене вандалами. Кладовище оточене бетонною огорожею з металевими воротами. На території кладовища немає жодних споруд. Надмірне заростання рослинністю є сезонною проблемою, що перешкоджає доступу. Основна загроза для цвинтаря це ерозія та забруднення, спричинені погодними умовами.
Джерела:
1. Фото 2019 рік https://cja.huji.ac.il/browser.php?mode=set&id=48492
2. ESJF European Jewish Cemeteries.
3. Коротка єврейська енциклопедія, Том 2, Єрусалим, 1982 рік.
4. Енциклопедія українознавства, Том 2, Київ, 1993 рік.
5. International Association of Jewish Genealogical Societies
6. https://iajgscemetery.org/eastern-europe/ukraine/koshelevo

## Парк
Село Кошельово має свій парк. Він знаходиться в центрі села біля Сільського будинку культури села Кошельово. В парку є багато старих дерев, які височать на десятки метрів над землею, деякі із цих дерев мають історичну цінність.
Біля самого входу в Парк села Кошельово розміщений пам'ятник односельчанам, воїнам загиблим під час Другої світової війни (19 жителів села Кошельово віддали життя на війні у боях за свободу та незалежність Батьківщини).

## Храм та Церква

### Церква Покрови Пресвятої Богородиці (УПЦ)
Церква Покрови Пресвятої Богородиці (Свято-Покровський храм) (УПЦ), 1809 рік
У 1751 р. згадують дерев'яну церкву Різдва пр. діви Марії з вежею, вкриту шинґлами, з двома дзвонами, всіма образами прикрашену. Ця церква згоріла за три години в 1799 р. (за іншими джерелами, у 1802 р.) через недбальство церківника, після чого в селі збудовано нову муровану церкву.
Іконостас вирізьбив І. Павлишинець, але «царські двері» походять зі старого іконостаса. У 1976—1978 роках малювання стін здійснили художники В. Кризина та В. Якубець.
На південній стіні нави прикріплено мармурову табличку з написом: «Михаилъ Маркошъ оть Бедевли | Местный Парохъ | упокоился г. 1838 Марта 1 го | Блаженный Ему покой и вічная память. | Памятник сей сооружал Синь Его Михаилъ | півецъ-каноникъ 1884».
Вежу церкви вкрито бляхою в 1935 р.
Протоієрей церкви Сергій Панько. Церква належить до Хустського Благочиння. Благочинний протоієрей Михаїл Галас. 
Засновники: Хустська Єпархія Української Православної Церкви
Церква Покрови Пресвятої Богородиці (Свято-Покровський храм) (УПЦ), 1926 рік
Дерев'яну церкву спорудили в 1926 р. Після Другої світової війни мурований храм став православним, а дерев'яну церкву зняли з реєстрації діючих церков 1 березня 1962 р. і незабаром розібрали.
З 1996 до 1998 р. біля мурованого базилічного храму споруджено велику цегляну каплицю з п'ятьма банями. Очолив будівництво Іван Йосипович Пилип з села Крива.

### Свято-Вознесенський храм (УПЦ)

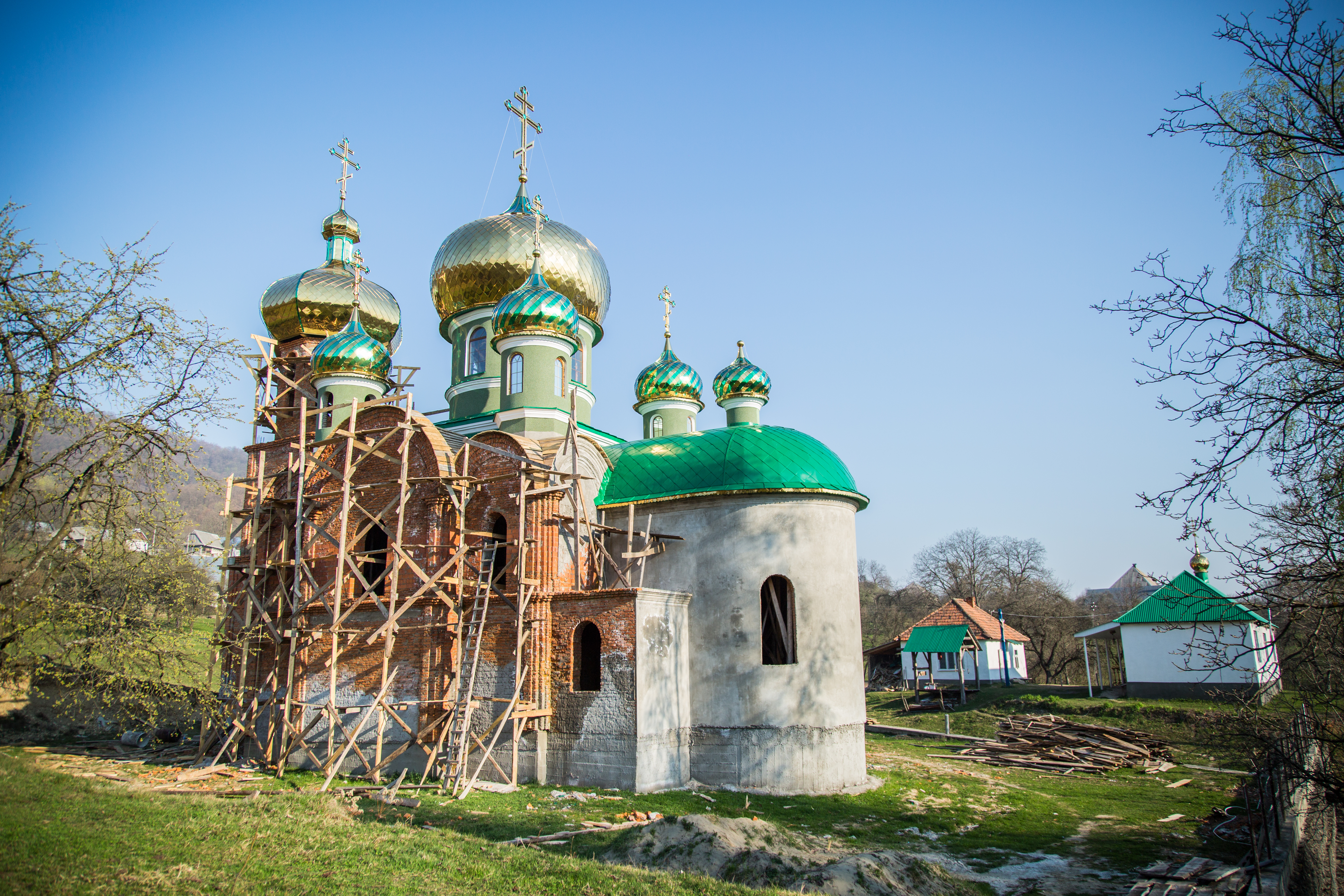
Свято-Вознесенський храм (Іллінський храм) (УПЦ) в селі Кошельово.

Свято-Вознесенський храм (Іллінський храм) (УПЦ), 2013 рік розташований в селі Кошельово по вулиці Садова в частині села відомою під назвою Камінець.
Сторінка в Вікіпедії: Свято-Вознесенський храм (Кошельово)
Висота над рівнем моря 255 метрів.
Протоієрей храму Іоанн Шемек. Церква належить до Хустського Благочиння. Благочинний протоієрей Михаїл Галас. 
Дата заснування: 27.11.2013 р.
Засновники: Хустська Єпархія Української Православної Церкви

#### Відео

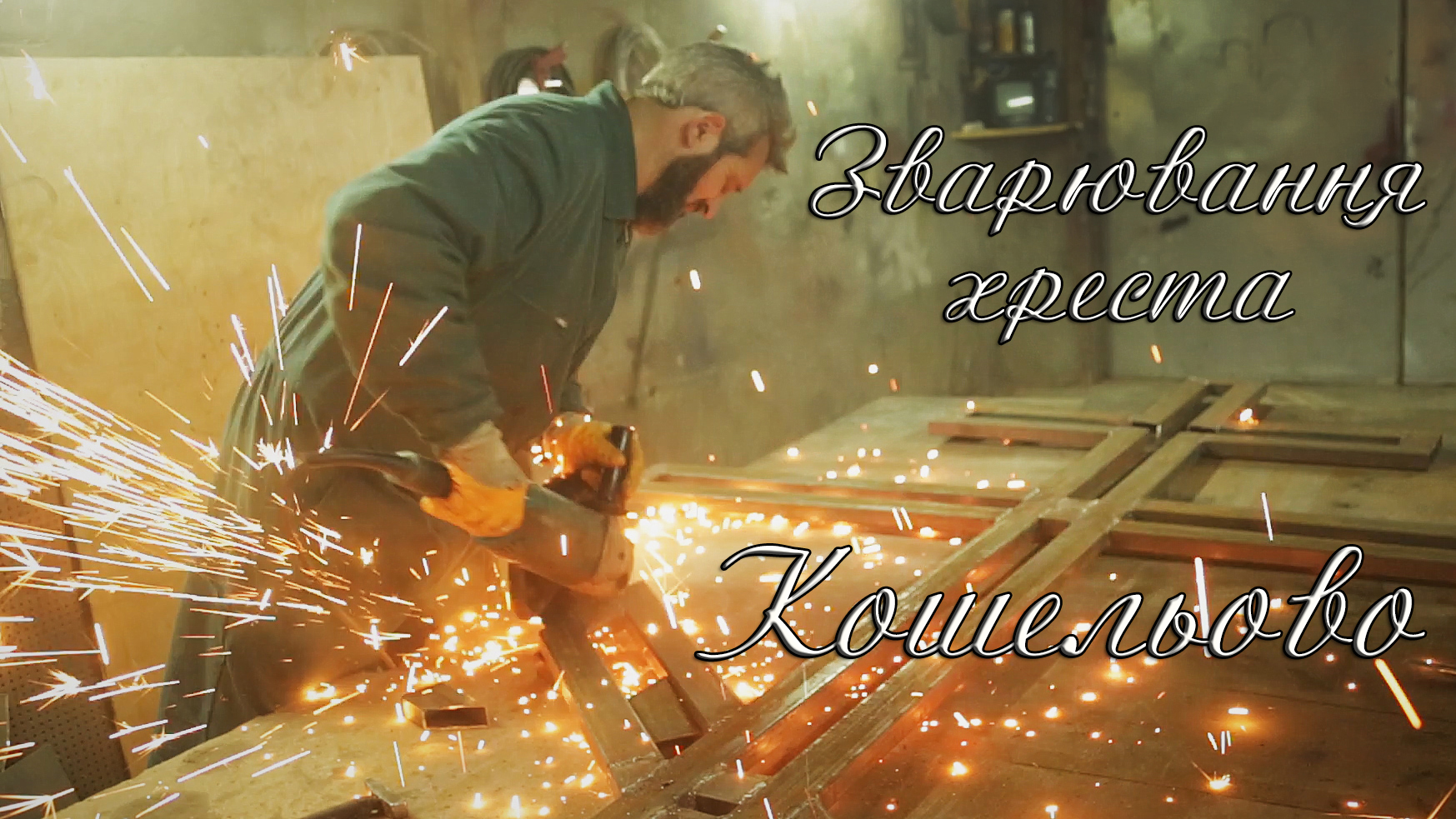
Зварювання хреста Свято-Вознесенський храм (Кошельово)

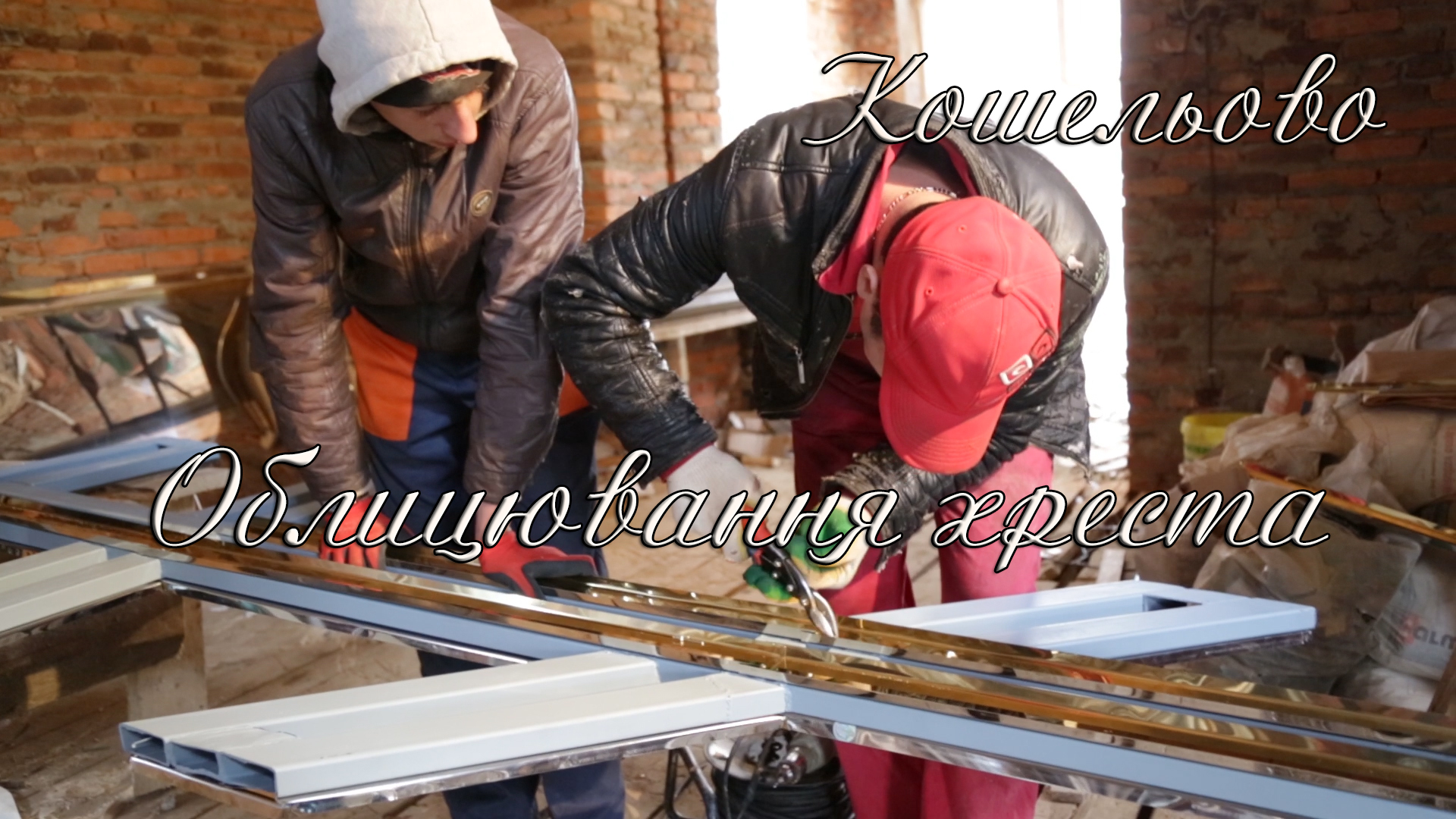
Облицювання хреста Свято-Вознесенський храм (Кошельово)

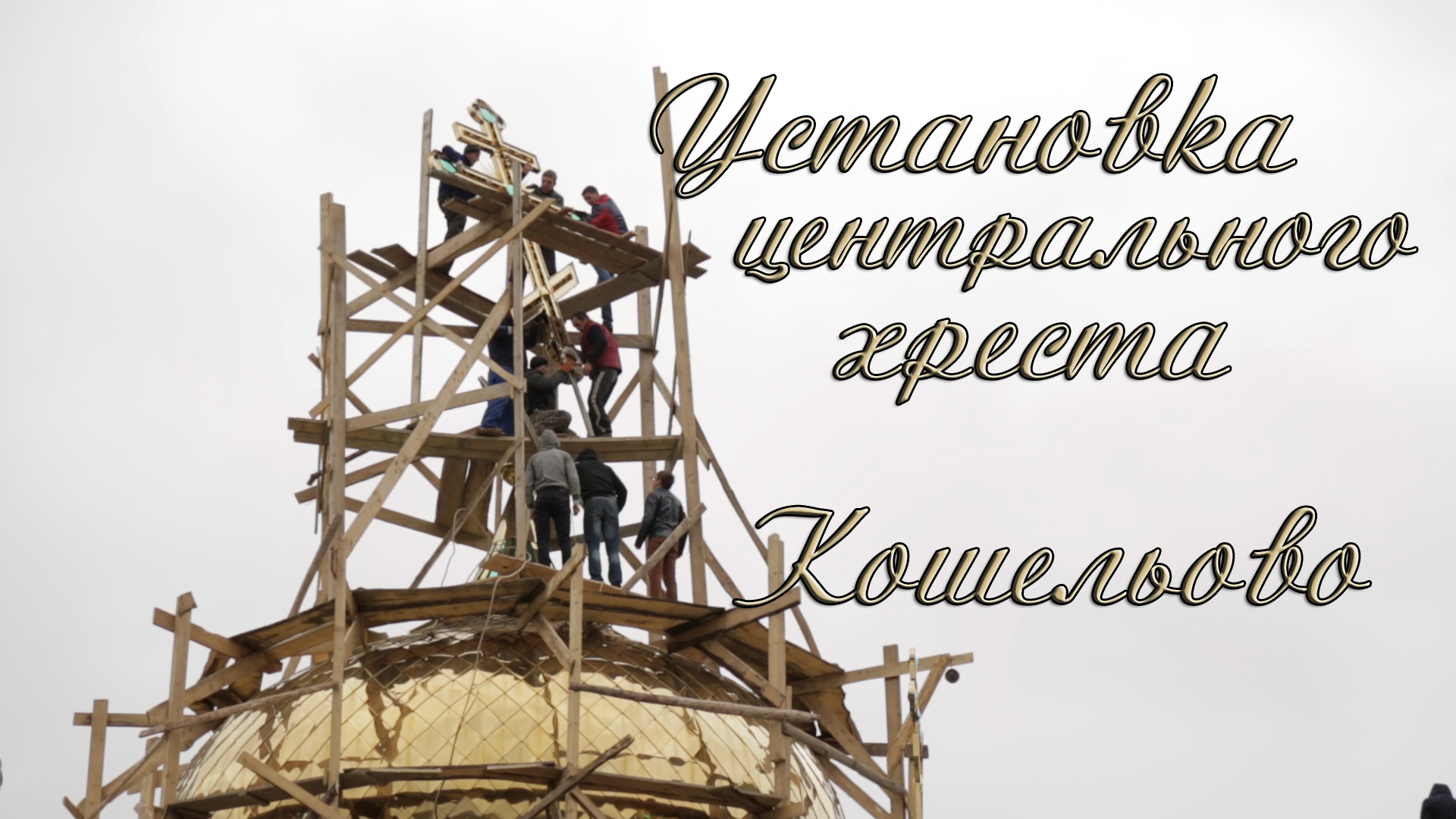
Установка центрального хреста Свято-Вознесенський храм (Кошельово)

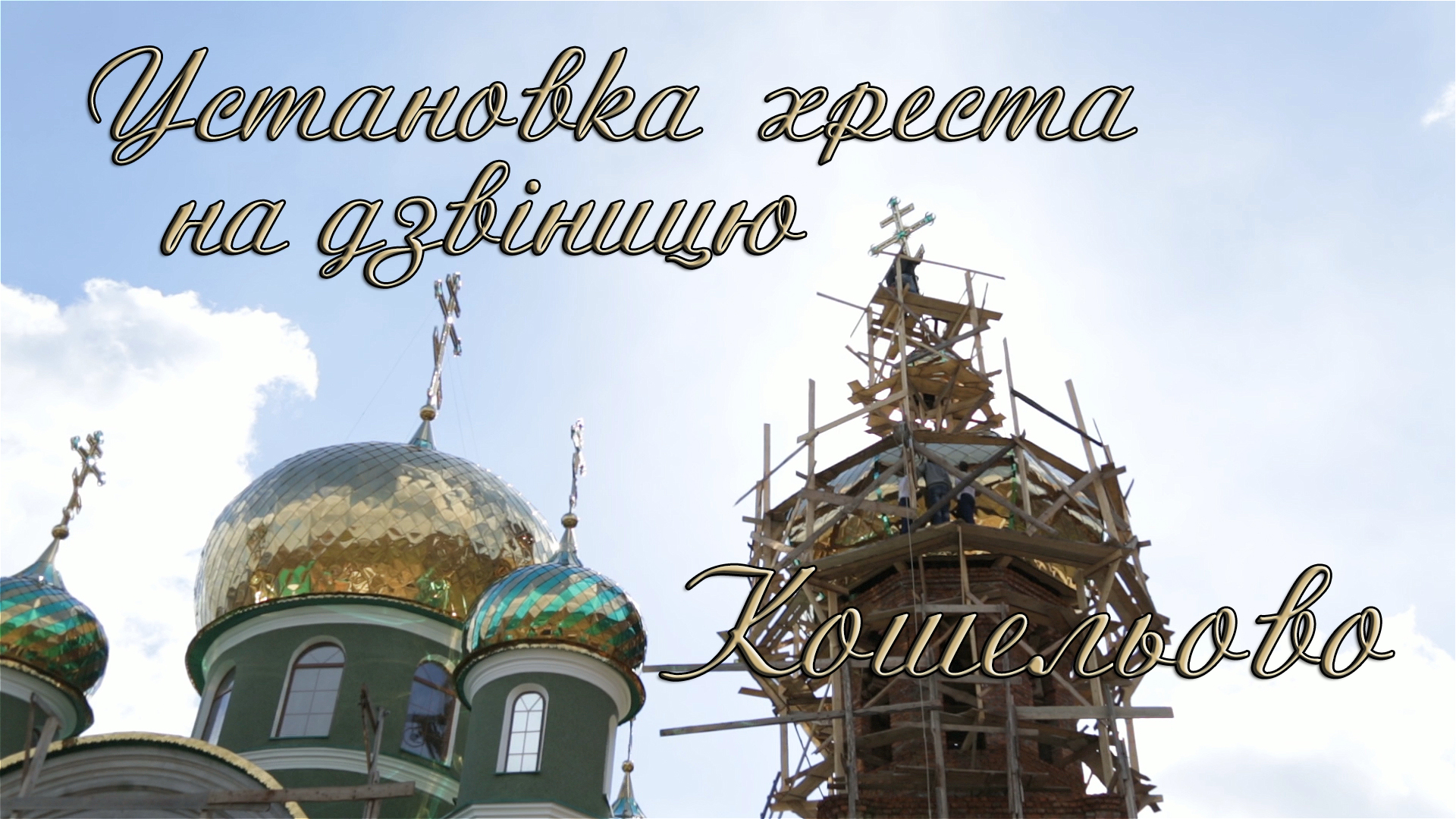
Установка хреста на дзвіницю Свято-Вознесенського храму Кошельово

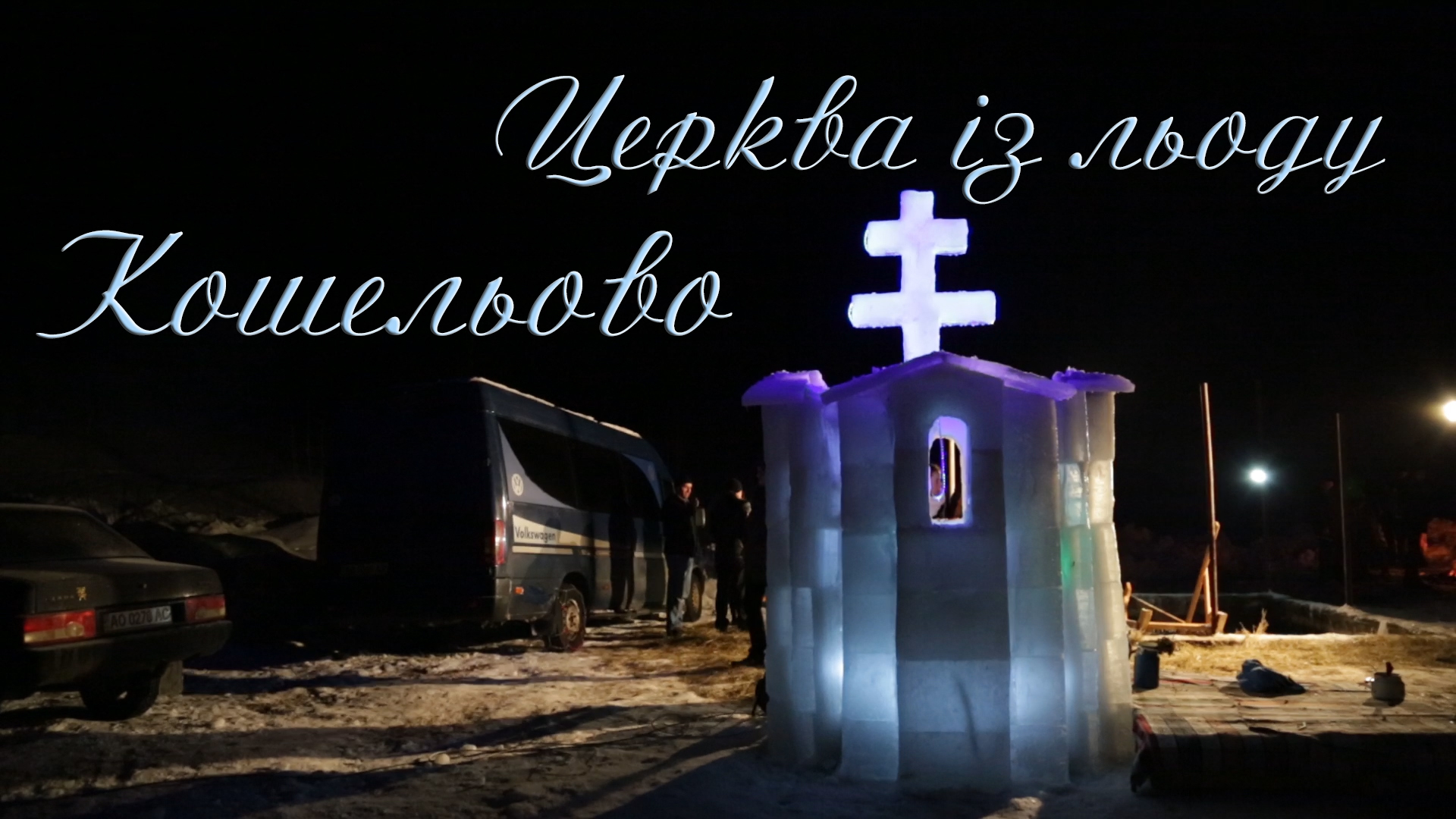
Церква із льоду Свято-Вознесенський храм (Кошельово)

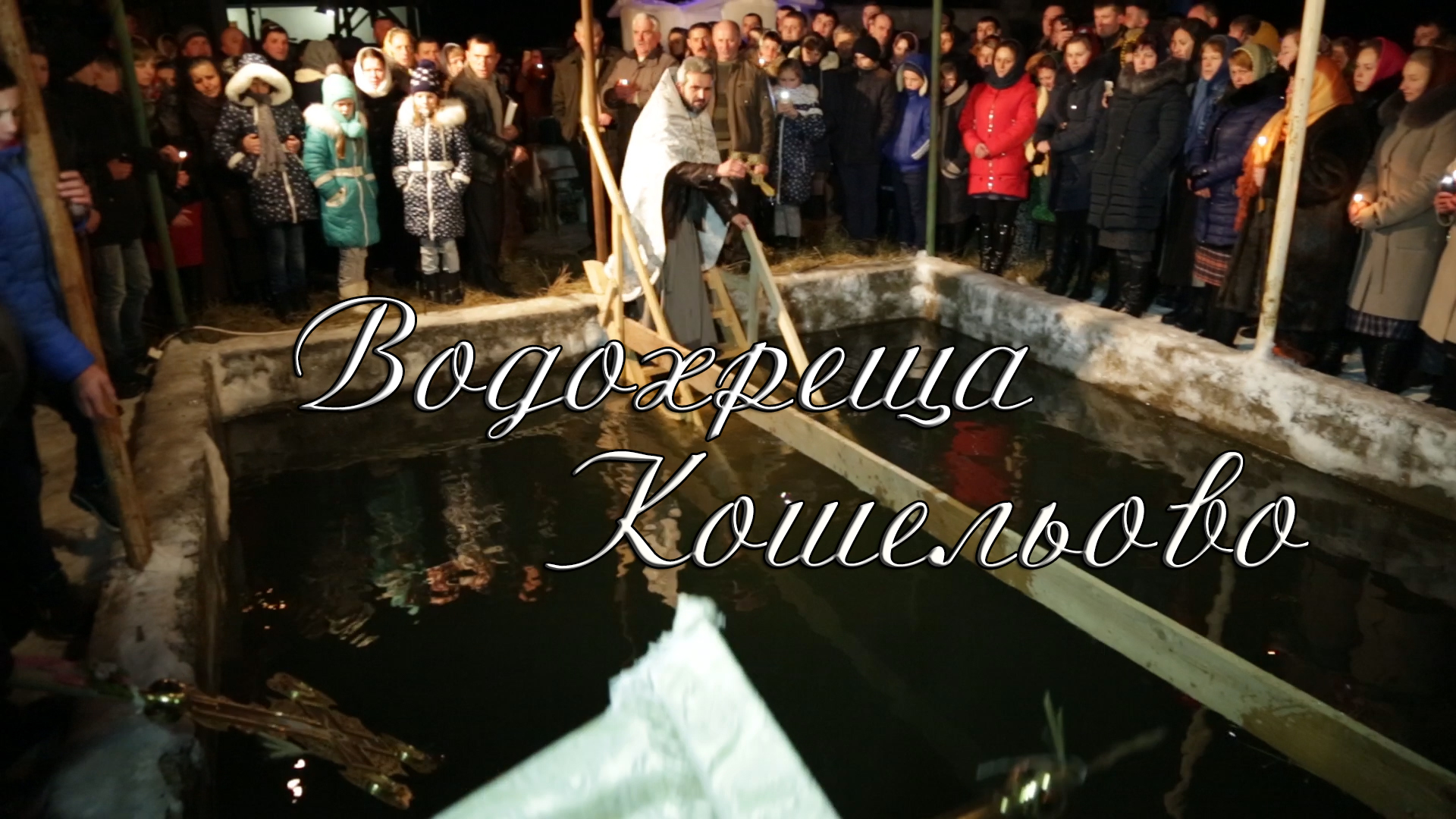
Водохреща Свято-Вознесенський храм Кошельово

1. Зварювання хреста для Свято-Вознесенського храму (Кошельово):
2. Облицювання хреста Свято-Вознесенського храму (Кошельово):

3. Установка центрального хреста Свято-Вознесенського храму (Кошельово):

4. Установка хреста на дзвіницю Свято-Вознесенського храму (Кошельово):

5. Скульптура із льоду для водохреща 2017 р. Свято-Вознесенського храму (Кошельово):

6. Водохреща 2017 року Свято-Вознесенський храм (Кошельово):

## Державні установи

### Керівний склад сільської ради[6]
- Федорка Василь Васильович. Староста Кошелівського старостинського округу, до складу якого входить територія села Кошельово, в період з 2021 року.
- Курта Мирон Андрійович (1961 року народження). Сільський голова в період з 26.03.2006 до 31.10.2010.
- Рогач Олена Юріївна (1963 року народження). Сільський голова в період з 31.10.2010 по 30.10.2015.

### Школа
На території села Кошельово працює школа під назвою Кошелівський ЗЗСО І-ІІІ ст.
Колектив нараховує 55 педагогічних працівників та 20 працівників технічного персоналу.
Повна назва: Кошелівський Заклад загальної середньої освіти І-ІІІ ступенів Хустської міської ради Закарпатської області.
До 17.02.2021 р. коротка назва була: Кошелівська ЗОШ І-ІІІ ст.
До 17.02.2021 р. повна назва була: Кошелівська Загальноосвітня Школа І-ІІІ Ступенів Хустської Районної Державної Адміністрації Закарпатської області.
Адміністрація Кошелівської ЗЗСО І-ІІІ ст.:
- Директор Грицик Марія Миколаївна. Вчитель української мови та літератури. Вчитель-методист. "Відмінник народної освіти". Стаж роботи на займаній посаді - 15 років. Авторка поетичних збірок "Поезія душі моєї..." 2010 р. та "Земні мелодії життя" 2020 р.
- Заступник директора з навчально-виховної роботи початкової ланки Марія Іванівна Курта. Вчитель математики. Вища категорія.
- Заступник директора з навчально-виховної роботи Ніна Миколаївна Савченко. Вчитель української мови та літератури. Вища категорія. Старший вчитель.

### Ясла-Садок Калинка
Кошелівський заклад дошкільної освіти (ясла-садок) Хустської міської ради заснований у грудні 1978 р. У 1999 році був закритий на капітальний ремонт на 10 років. Починаючи з 21 грудня 2009 року садок Калинка знову відкрив двері для вихованців.
Садок Калинка має 4 вікових групи. В дошкільному закладі працює 6 вихователів.
Графік роботи: з 7.30 до 18.00 години (10,5 годин). 
Директор: Вакарова Наталія Василівна.
Проектна кількість місць (потужність): 50.
Вид ЗДО: загального розвитку.
Тип ЗДО: ясла-садок.

### Амбулаторія
Амбулаторія загальної практики сімейної медицини с. Кошелево Хустського району Закарпатської області.
Скорочена назва АЗПСМ с. Кошелево Хустського району Закарпатської області.
Уповноважені особи:
- Сімейний лікар Шулла Іван Людвікович (підписант, представник).
- Сімейний лікар Шулла Наталія Єфремівна (підписант, керівник з 01.10.2014 р.).

Графік роботи: з понеділка по п'ятницю з 08:00 до 17:00 години.

### Будинок культури
Кошелівський СК.
Перша дата відкриття в 1945 році.
Повна назва: Сільський будинок культури села Кошельово Хустської міської ради.
Коротка назва до 01.04.2021: СК с.Кошельово.
Назва до 01.04.2021: Комунальна організація (установа, заклад) "сільський клуб с.Кошельово".
Директор: Курта Наталія Василівна.
Власник: Хустська Міська Рада.

## Присілки
Деякі присілки були відділені від Кошельова після прийняття постанови ВРУ №807-IX "Про утворення та ліквідацію районів" та були приєднані до складу Заломського старостинського округу. 

### Кам'янець
Кам'янець (Камінець) - колишнє село в Україні, в Закарпатській області.
Об'єднане з селом Кошельово рішенням облвиконкому Закарпатської області №155 від 15.04.1967 р.
В селі функціонує новозбудований Свято-Вознесенський храм.
В 1990-хх та 2000-хх роках на місці малої церкви була невелика школа для дітей 1-4 класів, а напроти була бібліотека. В 1990-х роках в школі були 3-4 класи із 10-15 учнями в кожному. Школа була поділена на 2 навчальні кімнати, 1 учительська кімната і  1 коридор. Іще одна навчальна кімната була в будівлі напроти в бібліотеці. Центрального опалення не було. Обігрів приміщень був за рахунок великих кафельних печей, які були по 2 метри у висоту. Дрова заготовляли самі батьки. Усі учні були жителями сусідніх вулиць, які називають Камінець. Після закінчення 4 класу учні переходили до Кошелівської ЗОШ І-ІІІ ст. в 5 клас. А на місці, де стоїть великий храм, була спортивна ділянка для учнів. В школі навчали 3 вчительки та було ще декілька людей додаткового персоналу. Школу закрили із-за відсутності достатньої кількості учнів. Приміщення школи перебудували на невелику церкву. А з бібліотеки зробили допоміжне приміщення.

### Папоротище
Папоротище - колишнє село в Україні, в Закарпатській області.
Об'єднане з селом  Кошельово.
Згадки: 1898: Paporótéscse, 1907: Páfrányos, 1910: Páfrányos (Páporotiszcze), 1913: Páfrányos.

### Чертеж
Чертеж - колишнє село в Україні, в Закарпатській області.
Об'єднане з селом  Кошельово.
Згадки: 1898: Csertezse (Hnt.), 1907: Mezőcske (Hnt.), 1910: Bokros (Csertesi) (Sebestyén 2008: 205).

### Копина
Копина - колишнє село в Україні, в Закарпатській області.
Об'єднане з селом  Кошельово.
Згадки: 1898: Kopina, 1907: Kopaszhát, 1910: Csupaszhát (Kopina), 1913: Kopaszhát, 1944: Kopina, Копина.

### Посіч
Посіч - колишнє село в Україні, в Закарпатській області.
Об'єднане з селом Кошельово.
Згадки: 1898: Poszicska, 1907: Irtás, 1910: Vágás (Pozsics), 1941: Posics.

## Відомі люди з Кошельова
У Кошельові народилися та проживали:
- Шандор Фаркаш (угорською Farkas Sándor (operaénekes)) оперний співак і баритон, народився 25 березня 1888 року в селі  Кошельово (угорською Keselymezőn). Навчався в музичній академії в Будапешті, а потім у Мілані. Після завершення навчання він спочатку отримав стипендію від Будапештського оперного театру, а потім у 1912 році уклав контракт з театром Kolozsvári Színház. Він був членом Королівського угорського оперного театру (Magyar Királyi Operaház) з 1917 року. Він виконав майже всі баритонові партії в оперній літературі. Його чудові акторські здібності допомогли йому досягти успіху. Він вийшов на пенсію в 1954 році. Він помер у Будапешті 17 червня 1970 року.
- Герц Наталія Семенівна українська майстриня художнього ткацтва та членкиня Спілки художників України з 1968 року. Народилася 16 жовтня 1931 у селі Кошельово. У творчому доробку майстрині переважають твори декоративно-прикладного характеру. На початку творчості, й зокрема під час навчання, випробувала власні сили в живописі і скульптурі. З-під рук майстрині виходили надзвичайно оригінальні та самобутні гобелени, портрети, натюрморти, пейзажі, тематичні композиції. Померла 14 травня 2022 року в місті Ужгород.
- Архімандрит Йозеф (Попович Іван Іванович) народився 28 березня 1902 року в селі Кошельово. В серпні 1929 року прийняв чернечий постриг на горі Афон з ім'ям Йосиф. Жив і служив у Чехословаччині та православних церквах сіл Бабичі-Покуття, Бронька та Березове. Був іконописцем. Написав багато ікон для монастиря Успіння Божої Матері в селі Домбоки. Служив священиком в селі Вишково-Модьорош Хустського району. Помер і похований у селі Вишково-Модьорош.

## Водяний млин
Цікавим об’єктом є водяний млин Василя Чопея (завідувач відділом у Хустській РДА), який збудований у 1843 році і працює по сьогоднішній час.
Споруду побудував прадід Василь Чопей у 1813 році. Прадід Василь Чопей звів для родини оселю і змайстрував млин та кузню. В 70-х роках сильна повінь поламала млин і знищила кузню. У 90-х роках споруда була відремонтована, але деякі механізми вийшли з ладу. Млин розпочав нове життя, але кузня реконструкції не підлягала.
Наразі млин в хорошому стані.
Відео РТК Хуст про водяний млин Василя Чопея в інтернеті під назвою Унікальний млин...Кошелево-Залом.

## Туристичні місця
1. Водяний млин
2. Підніжжя гори Ільмова (719 м)
3. Івасю Камінь (557 м)
4. Загорода (Камінець)
5. Футбольне поле села Кошельово
6. Річка Ріка (біля газової труби)
7. Єврейське кладовище
8. Церква Покрови Пресвятої Богородиці (УПЦ)
9. Свято-Вознесенський храм (Іллінський храм) (УПЦ)
10. Парк села Кошельово

## Додаткова інформація
1. Погода в селі [Архівовано 5 березня 2008 у Wayback Machine.]
2. Гуняді (Хуняді, Hunyadi) Янош (близько 1407 – 09-11.8.1456, Зімонь), військовий і державний діяч Угорського королівства. Син валашского боярина; батько Матяша Гуняді. З 1430 р. перебував на службі у короля Жігмонда (Сигізмунда) Люксембурзького; в 1439-1446 рр. бан (правитель) Серен, в 1441-1444 рр. трансільванский воєвода і ішпан (управитель) Темеша. Після смерті короля Альбрехт II Габсбурга (1439) у боротьбі за королівський престол підтримував 88 2009, № 3 (17) польського короля Владислава III Ягеллона (угорський король Уласло I). У битві у Батасека розгромив армію бояр – прихильників Габсбургів. У 1441-1443 рр. здійснив ряд успішних походів на південь Угорського королівства проти османських завойовників. У 1446-52 рр. був регентом Угорського королівства. Завдав турецьким військам поразку в Белградський битві (1456 р.), що затримало їх просування в Угорщину до 1521. Помер від чуми // Elekes L., Hunyadi János, Bdpst, 1952.
3. Ласло VI (Ладислав Постум), (лат. Ladislaus Postumus, нем. Ladislaus Postumus, чешск. Ladislav Pohrobek, венг. Utószülött Lászlу. З 1453 рр. – король Богемії, з 1440 р. король Угорщини (1-й раз), з 1445 р. до 1457 р. (2-й раз).
4. Карл Роберт (угор. Károly Rуbert; (1288 - 16 июля 1342), король Угорщини з 1301 р. (1-й раз), з 10 жовтня 1307 р. (2-й раз). Походив із неаполітанської лінії Анжуйського дома. Отримав правління після боротьби з двома претендентами (Вацлавом III Чешським та Оттоном III Баварським), а також зі внутрішньою олігархією на чолі з Мате Чаком, Петром Петунею і Або Амадеєм. Воював з Венецією, Валахією, уклав династичний шлюб свого сина з неаполітанською принцесою.
5. Сигізмунд I Люксембург (лат. Sigismundus, угор. Zsigmond, чеськ. Zikmund) (1368(1368)-1437). З 1373 р. по 1387 р. – курфюрст Бранденбурга, з 20 вересня 1410 р. по 3 травня 1433 р. римський король, з 3 травня 1433 р. імператор Священної Римської імперії; с 31 березня 1386 р. король Угорщини, з 16 серпня 1419 р. по 7 червня 1421 р. король Чехії. Був сином імператора Священної Римської імперії Карла IV. У 1408 р. заснував лицарський Орден Дракона для охорони Хреста Господнього та боротьби з турками. Боровся з гуситами.
6. Карл VI (нім. Karl) (1685-1740) - імператор Священної Римської імперії з 17 квітня 1711 р. останній нащадок Габсбургів по прямій чоловічій лінії. З 1711 р. король Чехії під іменем Карел та король Угорщини з іменем Карл III. У 1703- 1710 р. воював за іспанський престол. 19 квітня 1713 р. видав «прагматичну санкцію», яка у випадку відсутності претендента на престол по чоловічій лінії передавала трон жіночій лінії нащадків Карла III. Воював за польські землі. Помер 20 жовтня 1740 р., залишивши трон своїй 23-річні дочці Марії-Терезії.
7. Гольд (хольд) – одиниця площі в Угорщині, що дорівнював 0, 432 га чи 0,575 га (кадастровий гольд).
8. Марія Терізія (1717-1780) - ерцгерцогиня Австрії, королева Угорщини і Богемії. Старша дочка імператора Священної Римської імперії Карла VI Габсбурга. Її прихід до влади 1740 р. спричинив війну за австрійську спадщину. Правила близько 40 років, в Австрії відома як «королева-мати». Мала 16 дітей, двоє з яких стали в майбутньому цісарями - Йосиф II (співправитель Марії Терезії з 1765 р.) і Леопольд II. Провела в імперії ряд реформ, що мали позитивне значення.

| Україна | Це незавершена стаття з географії України. Ви можете допомогти проєкту, виправивши або дописавши її. |